# Kasper Lehikoinen

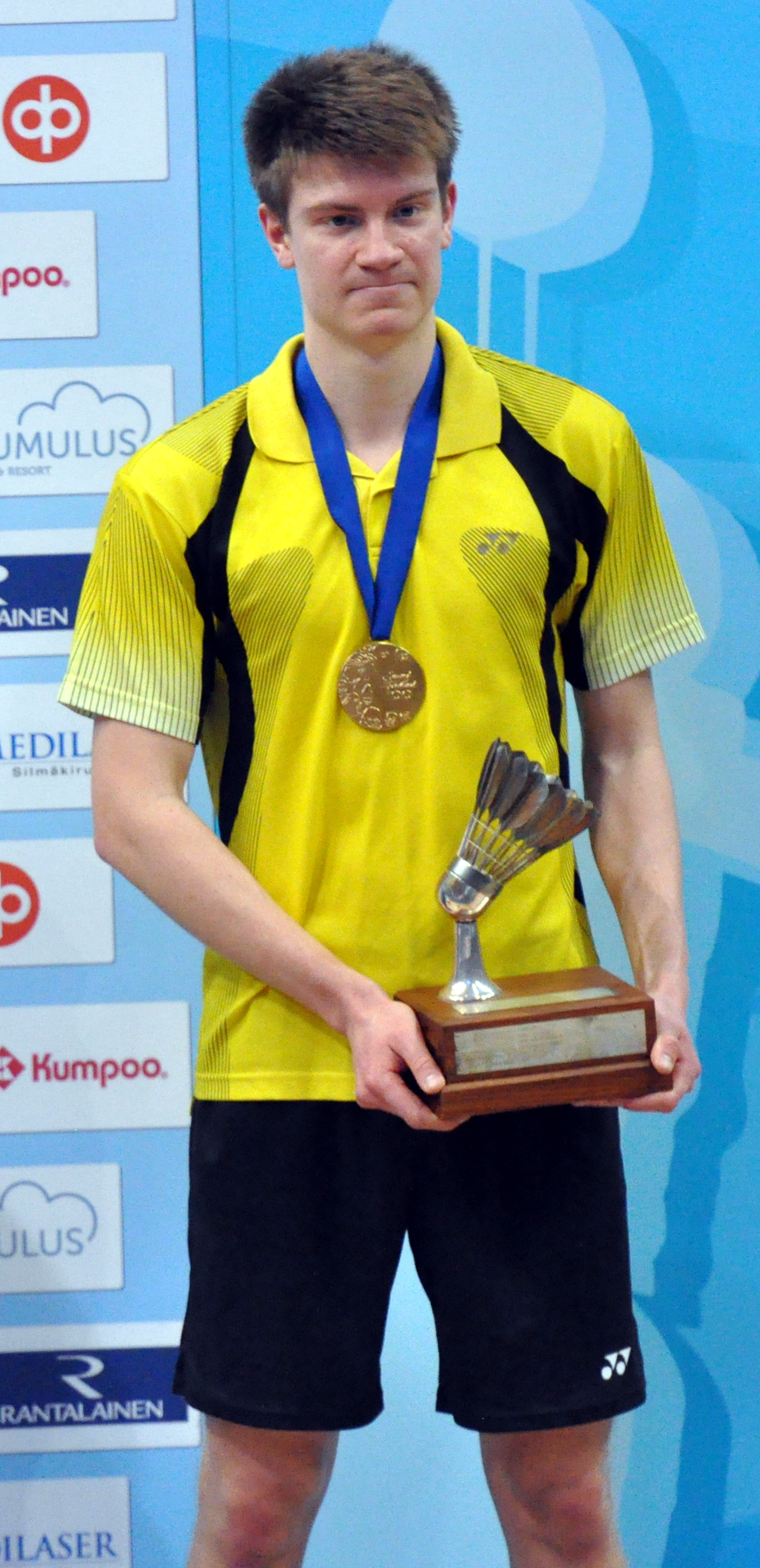
Kasper Lehikoinen

Kasper Lehikoinen (* 20. April 1992) ist ein finnischer Badmintonspieler. 

## Karriere
Kasper Lehikoinen gewann 2009 und 2011 Bronze im Herreneinzel bei den Badminton-Junioreneuropameisterschaften. 2010 nahm er an den ersten Olympischen Jugend-Sommerspielen teil. Bei den finnischen Juniorenmeisterschaften siegte er 2009, 2010 und 2011. Bei den St. Petersburg White Nights 2010 wurde er Fünfter, bei den Slovak International 2010 Dritter. 2008 siegte er bei den Helsinki Open im Herrendoppel, ein Jahr später wurde er dort Zweiter im Herreneinzel. 2012 belegte er bei den Helsinki Open in der Einzelkonkurrenz nochmals einen dritten Platz, gewann aber ein Jahr später das Turnier. Auch bei den Norwegian International 2013 gewann er den Titel im Einzel. 2014 konnte er das Herreneinzel bei den Lithuanian International für sich entscheiden.